# 福尼斯克里克 (北卡羅萊納州)
福尼斯克里克（英語：Forneys Creek）是位於美國北卡羅萊納州斯溫縣的一個未組織地區。

## 地方資料
福尼斯克里克的面積為465.16平方千米，皆為陸地。根據2020年美國人口普查的數據，當地共有人口14人，而人口密度為每平方千米0.03人。